# El Gran Viraje

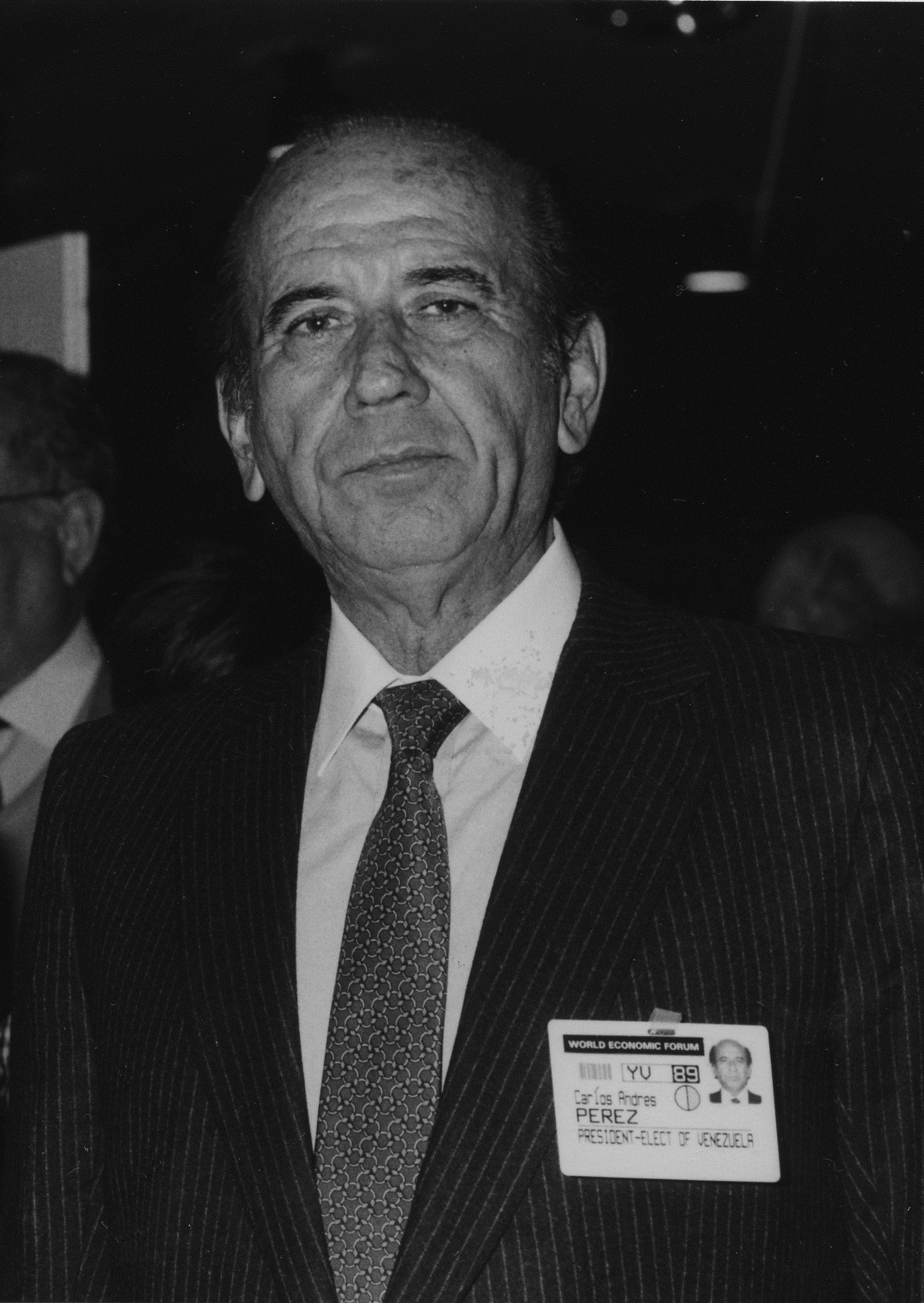
Carlos Andrés Pérez, presidente da Venezuela (1989-1993).

El Gran Viraje, conhecida por seus detratores como 'Paquetazo Económico', foi uma série de medidas econômicas liberalizantes adotadas na Venezuela em 1989 pelo governo do recém-eleito presidente Carlos Andrés Pérez em resposta à recessão econômica em que o país mergulhou nos anos seguintes a Viernes Negro (1983). O objetivo era uma desregulamentação progressiva da economia por meio de um programa de ajustes macroeconômicos defendido pelo Fundo Monetário Internacional. As medidas foram impopulares e são consideradas um dos catalisadores da série de protestos e tumultos conhecidos como Caracazo.